# عبد الرحيم بن سعيد باوزير
عبد الرحيم بن سعيد باوزير (المتوفى 827 هـ) أحد مشاهير رجال التصوف في القرن الثامن الهجري، وله في طريق القوم معرفة تامة وكلام مشهور. وله صلة وثيقة بالسيد عمر المحضار. وهو صاحب  كتاب «الطرائق في علم الحقائق» في المواجيد والأذواق الصوفية السلوكية، أملاه مؤلفه بطريقته وأسلوبه المعروفين لدى أهلها كواحد من أقطاب هذه البضاعة وحذاق هذه الصناعة، رغم أنه أمّي لا يقرأ ولا يكتب ولكنه مُلهم من المُلهمين، ويحوي 27 طريقة كل طريقة عبارة عن فصل مستقل بذاته في موضوعه وأهدافه وغاياته، طبع باسم «روض الرياحين وأسرار الواصلين في جلاء عرائس القلوب ومشاهدة عوالم الغيوب في علم الحقيقة» مع كتاب «البدر المنير في نسب آل باوزير»، وللشيخ عبد الرحمن بن عبد الله بكير في ذلك كتاب «على طريق طرائق الشيخ عبد الرحيم بن سعيد باوزير».

## نسبه
عبد الرحيم بن سعيد بن عبد الرحيم بن عمر بن محمد مولى عرف بن سالم الشيرازي بن عبد الله بن يعقوب بن يوسف بن علي الوزير بن طراد بن محمد بن علي بن حسن بن محمد بن عبد الوهاب بن سليمان بن محمد بن سليمان بن عبد الله الزينبي بن محمد بن إبراهيم الإمام بن محمد الكامل بن علي السجاد بن عبد الله بن العباس بن عبد المطلب، والعباس عم رسول الله محمد.